# Ryan Bailie
Ryan Bailie, né le 15 juillet 1990 à Johannesburg, est un triathlète australien. Il est vice-champion du monde de triathlon en relais mixte en 2015 et 2016.

## Biographie
Ryan Bailie est né en Afrique du Sud et deménage à Bunbury, en Australie-Occidentale, où il vit jusqu'à l'âge de 18 ans. Deux années auparavant il choisit entre le football dont il jouait dans le club de Bunbury et le triathlon, en plébiscitant ce dernier sport il a du dès sa majorité traverser l'Australie pour intégrer un centre d'entraînement à Wollongong où il s'entraine avec un groupe d'élite appelé Wollongong Wizards qui comprend la championne olympique américaine Gwen Jorgensen. Ashlee la sœur jumelle de Ryan est également triathlète, elle est vice-championne du monde juniors en 2011.
Il participe aux Séries mondiales de triathlon depuis 2012, avec de nombreux résultats dans le « Top 10 » derrière les grands champions britanniques Alistair et Jonathan Brownlee et espagnoles Javier Gómez et Mario Mola. Il finit dixième à Yokohama (2013) et à Leeds (2016 et 2018), neuvième à Kitzbühel (2013), à Gold Coast (2015) et aux Bermudes (2018), huitième à Auckland (2013) et à Abu Dhabi (2016), septième à Yokohama (2018), sixième à la finale de Cozumel en 2016, cinquième à Auckland (2014 et 2015), à Stockholm (2015) et à Hambourg (2016), quatrième à Londres (2015) et à Gold Coast (2016).
Ryan faisait partie de l'équipe australienne aux Jeux du Commonwealth de 2014 à Glasgow, il termine cinquième de l'épreuve individuelle dans des conditions difficiles. Puis dans l'épreuve de relais mixte pour l'équipe australienne, Bailie en dernier relais termine l'épreuve par un sprint final avec le Canadien Andrew Yorke pour remporter la médaille de bronze, terminant une seconde derrière Richard Murray d'Afrique du Sud.
En 2015, il est vice-champion du monde de triathlon en relais mixte à Hambourg avec l'équipe d'Australie, performance réalisé une nouvelle fois en 2016 dans la même ville allemande.
Il s'est qualifié pour les Jeux olympiques d'été de 2016 en avril de la même année. Il finit en dixième position à Rio malgré la suspicion d’un sabotage de son casque dont la position sur son vélo dans l’air de transition avait été préparé à l’avance pour gagner du temps, mais à sa sortie de la natation, le casque était parterre et la boucle était attachée,.

## Palmarès
Le tableau présente les résultats les plus significatifs (podium) obtenus sur le circuit national et international de triathlon depuis 2011,,.
| Année | Compétition                                   | Pays      | Position           | Temps           |
| ----- | --------------------------------------------- | --------- | ------------------ | --------------- |
| 2018  | Noosa Triathlon                               | Australie | Médaille de bronze | 1 h 49 min 5 s  |
| 2017  | Noosa Triathlon                               | Australie | Médaille de bronze | 1 h 47 min 15 s |
| 2014  | Noosa Triathlon                               | Australie | Médaille de bronze | Timing          |
| 2013  | Noosa Triathlon                               | Australie | Médaille de bronze | Timing          |
| 2013  | Championnats d'Océanie sprint                 | Australie | Médaille d'argent  | 1 h 0 min 23 s  |
| 2013  | Championnats d'Australie                      | Australie | Médaille d'argent  | 1 h 55 min 20 s |
| 2011  | Coupe d'Europe - l'étape de Karlovy Vary      | Tchéquie  | Médaille d'argent  | 1 h 51 min 40 s |
| 2011  | Coupe panaméricaine - l'étape de Vina del Mar | Chili     | Médaille de bronze | 1 h 48 min 13 s |
| 2011  | Coupe panaméricaine - l'étape de Santiago     | Chili     | Médaille de bronze | 1 h 48 min 50 s |

| Année | Compétition            | Pays        | Position           | Temps           |
| ----- | ---------------------- | ----------- | ------------------ | --------------- |
| 2018  | Championnats d'Océanie | Australie   | Médaille d'argent  | 1 h 14 min 2 s  |
| 2016  | Championnat du monde   | Allemagne   | Médaille d'argent  | 1 h 20 min 58 s |
| 2015  | Championnat du monde   | Allemagne   | Médaille d'argent  | 1 h 20 min 42 s |
| 2014  | Jeux du Commonwealth   | Royaume-Uni | Médaille de bronze | 1 h 14 min 14 s |